# فيكتور إستوبينان
فيكتور إستوبينان هو لاعب كرة قدم إكوادوري في مركز الهجوم، ولد في 5 مارس 1988 في Rosa Zárate ‏ في الإكوادور. شارك مع منتخب الإكوادور تحت 20 سنة لكرة القدم. أما مع النوادي، فقد لعب مع إل. دي. يو. كيتو وسوسيداد ديبورتيفو كيتو ونادي أوكاس ونادي شيفاز يو إس أي.

## وصلات خارجية
- فيكتور إستوبينان على موقع الدوري الأمريكي (الإنجليزية)
- فيكتور إستوبينان على موقع قاعدة بيانات كرة القدم.إي يو (الإنجليزية)
- فيكتور إستوبينان على موقع Soccerway.com (الإنجليزية)